# Roma Žakaitienė
Roma Dovydėnienė-Žakaitienė (* 2. Dezember 1956 in Šiauliai) ist eine litauische Juristin und Politikerin.

## Leben
Nach dem Abitur 1975 am Gymnasium Didždvaris absolvierte sie das Diplomstudium der Rechtswissenschaften 1981 an der Universität Vilnius. Von 1981 bis 1986 war sie Juristin eines Kinderkrankenhauses.
Von 1996 bis 2008 war sie in drei aufeinander folgenden Legislaturperioden Mitglied des Seimas und wurde während der Regierung von Algirdas Brazauskas von 2001 bis 2004 zur Kulturministerin berufen. Von 2006 bis 2008 war sie unter Regierungschef Gediminas Kirkilas Bildungsministerin.
Daneben war Roma Dovydėnienė-Žakaitienė 2000 im Rat der Stadtgemeinde Šiauliai.